# 王擎 (1974年)
王擎（1974年4月—），男，中华人民共和国外交官，现任中华人民共和国驻塞拉利昂共和国特命全权大使。

## 生平
王擎毕业于复旦大学国际政治系。1995年，进入中华人民共和国外交部工作，先后在外交部非洲司、驻津巴布韦大使馆、外交部驻香港特派员公署、外交部政策研究司任职。2008年，外派驻美国大使馆担任一等秘书，后升任参赞。2016年，任外交部北美大洋洲司参赞、中美战略与经济对话办公室主任。2018年，任外交部美大司司领导、参赞，主管对澳大利亚、新西兰和太平洋岛国事务。2020年，升任外交部政策规划司副司长。2023年1月，出任中华人民共和国驻塞拉利昂大使。